# Rockwood (Michigan)
Rockwood è un comune degli Stati Uniti d'America, situato nello Stato del Michigan, nella contea di Wayne.